# Georges Déziré
Pour les articles homonymes, voir Déziré.
 (octobre 2017).
Si vous disposez d'ouvrages ou d'articles de référence ou si vous connaissez des sites web de qualité traitant du thème abordé ici, merci de compléter l'article en donnant les références utiles à sa vérifiabilité et en les liant à la section « Notes et références ».
Georges Déziré, né le 14 novembre 1910 à La Rochelle et mort assassiné le 17 mars 1942, est un résistant et responsable communiste français.

## Biographie
Fils et frère de militants communistes normands, Georges Déziré, ouvrier, adhère au Parti Communiste français en 1933. 
Candidat malheureux aux législatives en 1936, il est quelques mois plus tard désigné secrétaire de la région Basse-Seine du PCF (qui regroupe la Seine-Inférieure et l'Eure). Soutien sans faille de la direction du parti, il bascule dans la clandestinité en 1940, puis dans la résistance après sa condamnation à une peine de prison en février 1941.
Suspecté par la direction du parti d'avoir donné aux Allemands des noms de résistants communistes, il est abattu en mars 1942 par Marcel Cretagne, membre du « détachement Valmy », dirigé par Marius Bourbon. Cette exécution d'un militant au profil sans tache provoqua une première prise de distance entre les membres du groupe et la direction du parti.
Ce n'est qu'en 1950 qu'à la demande de sa famille, la direction du PCF reconnaîtra que Déziré n'avait rien à voir avec les fuites dont il avait été accusé. Cette réhabilitation restera cependant longtemps cachée au public, jusqu'à ce qu'en 1970 Jacques Duclos, qui avait ordonné l'exécution de Déziré, reconnaisse la gravité de cette erreur dans ses mémoires.